# Analitzador de gasos d'escapament

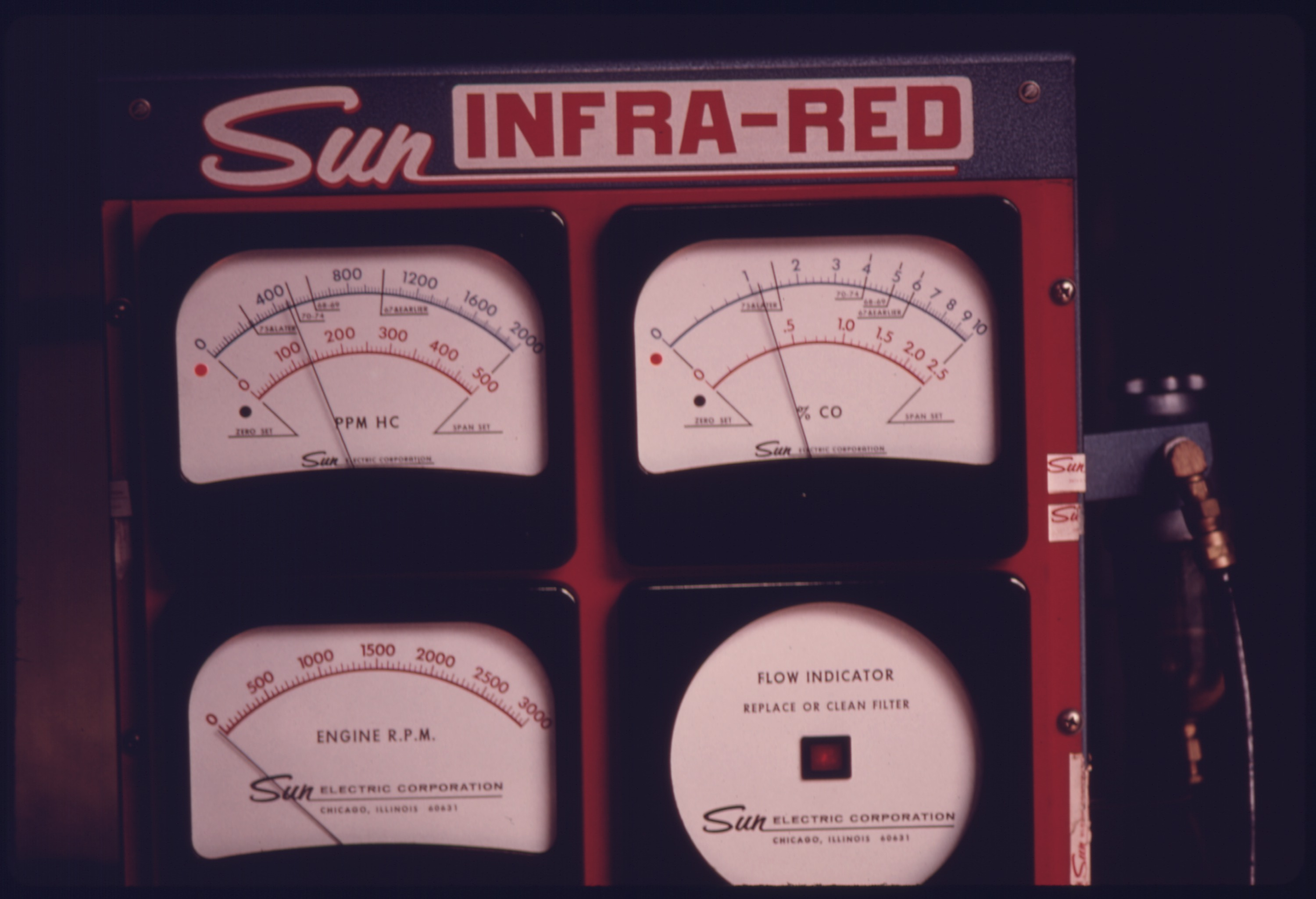
Un analitzador de gasos d'escapament clàssic

Un analitzador de gasos d'escapament o analitzador de CO d'escapament és un instrument utilitzat per poder mesurar, en l'escapament d'un cotxe, la quantitat de monòxid de carboni i altres gasos, causats per una combustió incorrecta. La mesura del coeficient Lambda és la més comuna.
Els principals sensors de CO (i altres tipus de gasos) utilitzats, són els sensors d'infrarojos no-dispersius (NDIR) i sensors químics. Els sensors de monòxid de carboni se solen emprar per avaluar la quantitat de CO en una ITV. Per poder ser utilitzat en aquesta prova un analitzador ha de ser homologat per al seu ús per l'autoritat competent. En el Regne Unit una llista dels analitzadors de gasos d'escapament acceptats oficialment per al seu ús en la prova MOT apareix a la pàgina web del Departament de Transport.

## Mesura del coeficient lambda
La presència d'oxigen en l'els gasos d'escapament indica que la combustió de la mescla no va ser perfecta, resultant en la generació de gasos contaminants. Per això mesurant la proporció d'oxigen en els gasos d'escapament d'aquests motors es poden controlar i mesurar aquestes emissions. Aquesta mesura té lloc en la prova de la ITV mitjançant la mesura del coeficient Lambda.
El coeficient Lambda (λ) s'obté de la relació de l'aire implicat en la combustió de la mescla de gasolina. És de fet una mesura de l'eficàcia del motor de gasolina mesurant el percentatge d'oxigen en l'escapament.
Quan els motors de gasolina operen amb una mescla estequiomètrica de 14.7: 1 el valor de LAMBDA (λ) és "1".
(Amb aquesta relació teòricament s'aconsegueix una combustió completa de la gasolina i les emissions de gas d'efecte d'hivernacle serien mínimes).
Proporció de la mescla = pes del combustible/pes de l'aire
- Expressat com a proporció de massa: 14.7 kg d'aire per 1 kg. de combustible.
- Expressat com a proporció de volum: 10.000 uni. d'aire per 1 uni. de combustible.
El coeficient és defineix com coeficient Lambda
Si Lambda > 1 = mescla pobra, excés d'aire.
Si Lambda < 1 = mescla rica, excés de gasolina.
- Una mescla pobra generarà un contingut alt d'oxigen en l'escapament i, per tant, un contingut alt d'Òxid de Nitrogen.
- Una mescla rica generarà un contingut petit d'oxigen en els gasos d'escapament, així que abundaran emissions de monòxid de carboni i hidrocarburs.
- El diòxid de carboni emès és directament proporcional al combustible consumit.

## Sensors de CO químics
- Els sensors de gasos químics de CO amb capes sensibles basades en polímers o heteropolisiloxans tenen l'avantatge principal d'un consum d'energia molt baix, i es poden reduir en grandària per adaptar-se a sistemes micro-electrònics. Com contrapartida, els efectes de deriva a curt i llarg termini i una vida útil relativament baixa són obstacles importants quan es comparen amb el principi de mesura NDIR.[2]
- Es pot utilitzar un altre mètode (llei d'Henry) per a mesurar la quantitat de CO dissolt en un líquid, si la quantitat de gasos estranys és insignificant

## Sensors de CO d'infraroigs nodispersius (NDIR)
Els sensors NDIR són sensors espectroscòpics emprats per a detectar el CO en un ambient gasós per la seva absorció característica. Els components clau són una font infraroja, un tub de llum, un filtre d'interferència (longitud d'ona) i un detector d'infrarojos. El gas és bombat o es difós al un tub de llum, i l'electrònica mesura l'absorció de la longitud d'ona característica de la llum. Els sensors NDIR s'utilitzen sovint per a mesurar el monòxid de carboni. El millor d'ells té sensibilitats de 20-50 PPM.
La majoria dels sensors de CO estan totalment calibrats abans de sortir de fàbrica. Amb el temps, el punt zero del sensor ha de ser calibrat per mantenir l'estabilitat a llarg termini del sensor. Hi ha nous desenvolupaments que inclouen utilitzar sistemes microelectromecànics per abaixar els costos d'aquest sensor i poder crear dispositius més petits. En els EUA, els Sensors NDIR típics estan en la gamma de 100$ a 1000$ .